# Lepidodactylus christiani
Lepidodactylus christiani är en ödleart som beskrevs av  Taylor 1917. Lepidodactylus christiani ingår i släktet Lepidodactylus och familjen geckoödlor. IUCN kategoriserar arten globalt som livskraftig. Inga underarter finns listade i Catalogue of Life.